# Bisdom Sint-Omaars

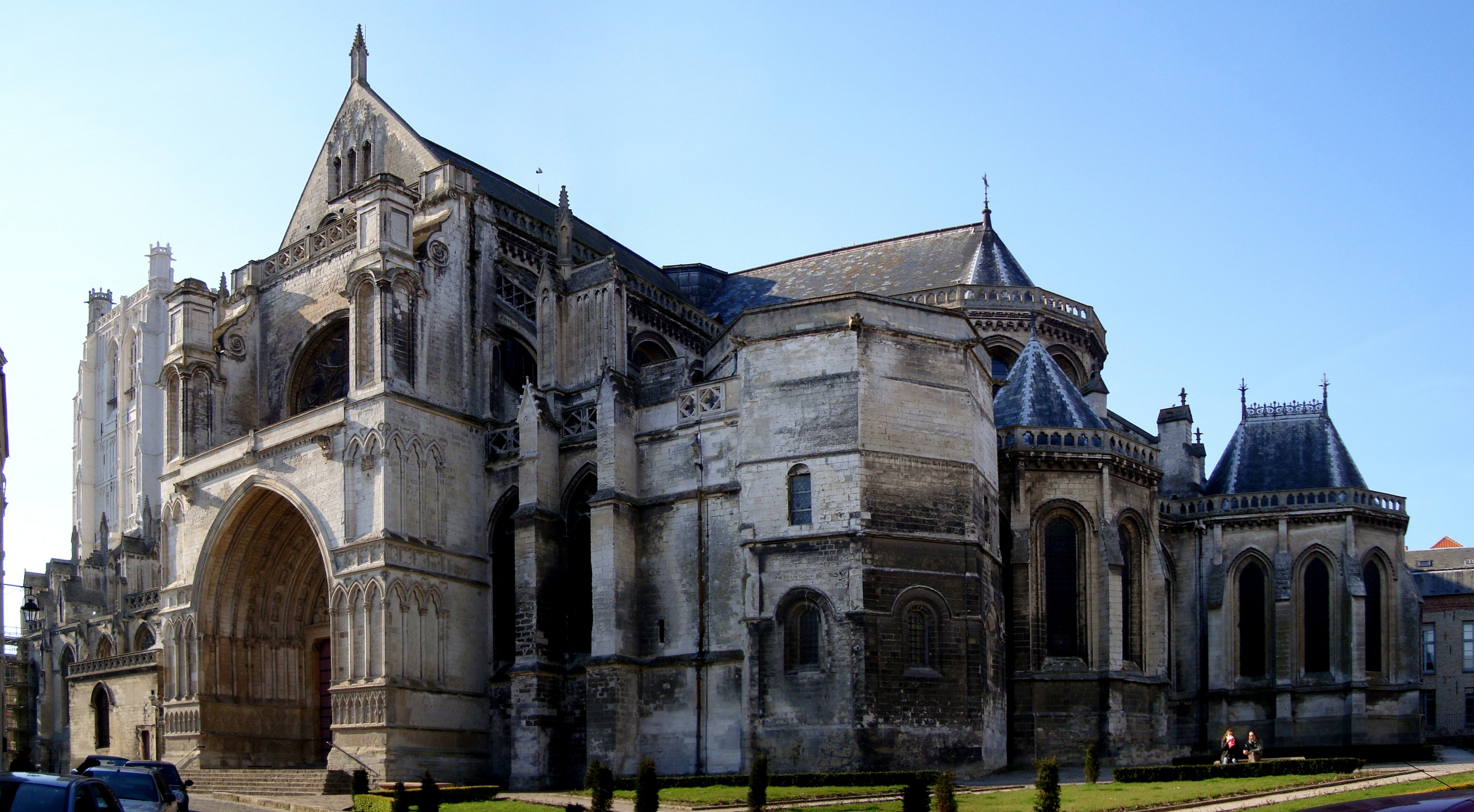
Kathedraal

Het bisdom Sint-Omaars (Latijn: Dioecesis Audomarensis) was een zelfstandig diocees (bisdom) dat op 12 mei 1559 gesticht werd door paus Paulus IV middels de bul Super universas en ontstond uit een splitsing van het oude bisdom Terwaan en zijn zetel had in de Onze-Lieve-Vrouwekathedraal te Sint-Omaars.  
Kort nadien, in 1567, besliste paus Pius V dat het bisdom Sint-Omaars in twee delen zou worden gesplitst en dat het zuidwestelijke deel het nieuwe bisdom Boulogne werd. Tijdens de reorganisatie onder Napoleon werd het bisdom op 29 november 1801 opgeheven en grotendeels ingelijfd bij het bisdom Atrecht; het gedeelte rechts van de Aa-rivier werd bij het hertekende bisdom Kamerijk gevoegd. Ook het aangrenzende bisdom Boulogne werd bij die gelegenheid opgeheven en toegevoegd aan het bisdom Atrecht, waarvan de namen van de voormalige bisdommen tot uiting komen in de officiële titel: Dioecesis Atrebatensis-Bononienus-Audomarensis. 